# Байганински район
Байганински район (на казахски: Байғанин ауданы) е съставна част на Актобенска област, Казахстан, с обща площ 60 070 км2 и население от 22 832 души (по приблизителна оценка към 1 януари 2020 г.).
Административен център е село Байганин.